# Som en bro over mørke vande
Som en bro over mørke vande è il nono album in studio della cantante danese Lene Siel, pubblicato il 21 ottobre 2002 su etichetta discografica RecArt Music.

## Tracce
1. Hvor er livet dog skønt – 4:05
2. Hvad gør det – 3:52
3. Michael Row the Boat – 4:55
4. De nære ting – 3:24
5. Som en bro over mørke vande – 4:49
6. I de gamle eventyr – 3:40
7. Sku' gammelt venskab rent forgå – 4:46
8. Det er så yndigt at følges ad – 4:31
9. Du som gir os liv og gør os glade – 4:14
10. Amazing Grace – 3:30
11. Midsommersangen – 4:00
12. Julen er her – 3:26

## Classifiche
| Classifica (2002) | Posizione massima |
| ----------------- | ----------------- |
| Danimarca         | 7                 |